# 瓜州镇
瓜州乡，是中华人民共和国甘肃省酒泉市瓜州县下辖的一个乡镇级行政单位。

## 行政区划
瓜州乡下辖以下地区：
头工村、瓜州村、三工村和南苑村。